# Arni
Arni (Bubalus arnee) neboli divoký buvol indický je mohutný asijský tur, z něhož byl domestikací vyšlechtěn buvol domácí (Bubalus arnee f. bubalis).

## Popis
Arni patří k nejmohutnějším turům. V dospělosti dorůstá kohoutkové výšky 180 až 190 cm, délky těla 280–320 cm a hmotnosti 850–1200 kg. Pohlaví se od sebe velikostí neliší. Hlava arniho je ozdobena mohutnými dozadu stočenými rohy, které dorůstají více než 170 cm délky. Byl zaznamenán i exemplář s rohy 194 cm dlouhými. Končetiny jsou poměrně krátké, opatřené širokými kopyty, tělo pokrývá jen řídká, štětinovitá srst, která může mít šedé až žlutohnědé zbarvení. Nejhustší srst mají buvoli na konci ocasu, ušních boltcích a někdy i na čele, mezi rohy. Ve zbarvení arniho převažuje lysá, šedá kůže. Mláďata mají hustší srst než dospělá zvířata.

## Rozšíření a poddruhy
Arni obývá roztroušeně oblast jižní a jihovýchodní Asie od Indie až po ostrov Borneo. V současnosti přežívá přibližně 3 400 kusů tohoto tura. V přední i zadní Indii se vyskytuje největší a dosud nejhojnější poddruh arni indický (Bubalus arnee arnee), který se vyznačuje tmavě šedým zbarvením. Na Srí Lance žije drobnější, velmi vzácný arni cejlonský (Bubalus arnee migona). Hornaté oblasti Ásámu a Barmy obývá kriticky ohrožený arni ásámský (Bubalus arnee fulvus), vyznačující se hnědým až rezavým zbarvením a poměrně hustou srstí. Na severu Bornea se rovněž již vzácně vyskytuje menší, světle šedý arni bornejský (Bubalus arnee hosei). Jako poddruh arniho byl dříve klasifikován také drobný, kriticky ohrožený buvol tamarau (Bubalus mindorensis) z filipínského ostrova Mindoro. V současnosti je ale většinou pokládán za samostatný druh.

## Způsob života
Arni preferuje bažinaté oblasti, rákosiny, vlhké louky či náhorní planiny, ale nevyhýbá se ani pralesům. Je pro něj nezbytný dostatek vody, v níž se rád válí, odpočívá či přežvykuje. Dokáže výborně plavat a dokonce se i potápět. Živí se zejména vodními a bahenními rostlinami, včetně rákosu a ostřice, ale také travou a listy. Buvoli žijí v rodinných tlupách, tvořených vedoucím býkem, několika kravami a jejich mláďaty, tvoří je zpravidla 10–30 zvířat. Mladí býci tvoří samostatné "mládenecké tlupy". Přestárlí, zranění nebo nemocní býci žijí samotářsky a mohou být značně agresívní. Často se zdržují ve společnosti jelenů, nosorožců a dalších býložravců. Stálými společníky buvolů arni jsou volavky rusohlavé, které je zbavují parazitů a rovněž varují před nebezpečím. Přirozeným predátorem arniho je pouze tygr.
Buvoli arni se mnohdy pasou společně s domácími buvoly nebo se druží s buvoly zdivočelými, s nimiž se i kříží. Soužití divokých buvolů s domácími je však problematické, protože při něm dochází k narušováni genofondu arniů a rovněž k šíření chorob, jako je mor skotu, slintavka a kulhavka, které decimují populaci ohrožených arniů.

## Rozmnožování
Říje buvolů arni probíhá v podstatě po celý rok, především v průběhu monzunového období. Kráva je březí 310–320 dní a rodí pouze jedno tele, dosahující po narození hmotnosti kolem 30 kg. Mládě se drží matky 18 měsíců a vodící krávy bývají velmi agresívní, mohou smrtelně zranit neopatrné lidi a útočí dokonce i na pracovní slony. Buvoli pohlavně dospívají ve třetím roce života a mohou se dožít 25–30 let.